# پیشاتاریخ فرانسه
پیش از تاریخ فرانسه (انگلیسی: Prehistory of France)، به دورانی گفته می‌شود که انسان‌های اولیه در فضای جغرافیایی فرانسه امروزی پخش و مستقر شدند. این دوران تاریخ تا عصر آهن و استقرار فرهنگ لاتنه سلت‌ها در فرانسه ادامه یافت.